# Diboscamento illegale
Il diboscamento illegale, o taglio illegale (dalla locuzione internazionale illegal logging) si riferisce all'abbattimento illegale di alberi in foreste naturali.
Secondo la definizione fornita dal Royal Institute of International Affairs, "l'illegal logging" si verifica quando il legname è estratto, trasportato, acquistato o venduto in violazione alle leggi nazionali. La procedura di estrazione è da considerarsi illegale quando fa uso della corruzione per ottenere l'accesso alla foresta, e comprende il taglio senza autorizzazione, il taglio in aree protette, il taglio di specie protette, estrazione di legname in eccesso rispetto ai limiti previsti. L'illegalità può verificarsi nel trasporto, per esempio in procedure illegali di lavorazione ed esportazione, nel caso di dichiarazioni false o fuorvianti fornite alle autorità doganali, l'evasione delle tasse e di altri pagamenti previsti".
In molti paesi produttori, soprattutto quelli in cui le verifiche sul campo in foresta sono rese episodiche al massimo dalle distanze e dall'inaccessibilità, i controlli sul trasporto sono uno strumento essenziale per l'individuazione di illegalità forestali..
Secondo l'OCSE il giro d'affari legato ai traffici internazionali di legno illegale si aggira intorno ai 150 miliardi di dollari annui.
Il fenomeno dell'illegalità non rappresenta solo una perdita economica per il paese esportatore (il mancato pagamento delle tasse) ed un inquinamento del mercato internazionale (come nel caso di riciclaggio di denaro sporco), ma minaccia direttamente l'integrità delle foreste e le condizioni di vita dei popoli e delle comunità che le abitano. Inoltre, abbassando i costi di produzione, crea un effetto dumping e rende poco competitiva la gestione responsabile delle foreste e la certificazione ambientale delle operazioni forestali. Difatti, mentre le attività illegali distruggono preziosi ecosistemi, la presenza sul mercato di stock di legname a basso prezzo contrasta lo sfruttamento responsabile delle foreste perché il legname prodotto risulta troppo caro sui mercati internazionali.

## Principali pratiche illegali nel settore forestale[4]

### Taglio illegale di alberi
- Taglio di specie protette dalle legislazioni nazionali o internazionali, come ad esempio la Convenzione sul Commercio Internazionale di Specie di Fauna Selvatica o di Flora in Pericolo (CITES).
- Esportazione o importazione illegale di legname in violazione di bandi nazionali e/o di specie vietate da norme nazionali o internazionali.
- Taglio di alberi in violazione di norme nazionali.
- Taglio di alberi in misura eccedente le autorizzazioni concesse o in violazioni dei previsti termini contrattuali.
- Riutilizzo improprio di documenti per l'autorizzazione al trasporto di legname.
- Ottenimento illegale di concessioni per il taglio.
- Taglio di alberi al di fuori dei confini previsti dalle concessioni, acquisto di legno proveniente da aree protette o taglio di alberi eseguito su suolo pubblico anziché su terreni privati.
- Taglio di alberi in aree protette o in aree abitate da indigeni, in riserve forestali o in zone proibite come le sponde dei fiumi o i pendii.
- Taglio di alberi in eccesso o difetto delle misure prefissate.
- Taglio di specie non comprese nelle autorizzazioni concesse.

### Pratiche contabili illegittime
- Dichiarare vendite di legname a prezzi inferiori a quelli di mercato; così facendo si indicano profitti inferiori al reale e si pagano meno tasse.
- Sottoclassificazione, sottomisurazione e sottovalutazione del legno.
- Dichiarazione d'acquisto di prodotti a prezzi superiori a quelli di mercato.
- Dichiarazione di specie esportate a prezzi inferiori.
- Manipolazione del reale flusso debitorio; ad esempio trasferendo denaro a persone di comodo in paesi dove il rimborso dei debiti è più facile del trasferimento di profitti, gonfiando gli stessi rimborsi per permettere un maggior rientro nel paese di origine di profitti non tassati, con gli evidenti vantaggi economici che ne derivano.
- Aggiramento del pagamento di diritti (royalties) e dazi falsificando i dati sulla qualità e la quantità di legno proveniente dalla concessione accordata.

Spesso il diboscamento illegale (illegal logging) si affianca al legno di conflitto  (conflict timber), ossia l'abbattimento di alberi e il commercio di legname finalizzato a finanziare conflitti armati.

## Soluzioni
Per contrastare efficacemente il fenomeno del diboscamento illegale, i governi dovrebbero concordare procedure volte a identificare e mantenere segregato il legno proveniente da fonti certe e legali, da quello proveniente da fonti illegali o comunque non documentabili (identificazione, segregazione, documentazione). A tal fine si rendono necessari accordi con i paesi di maggiore importazione di legno grezzo o semilavorato (Camerun, Gabon, Congo ecc.), ma anche di cellulosa o altri derivati (Indonesia, Russia).
Un modello da studiare potrebbe essere la legislazione europea e internazionale volta ad evitare l'importazione di diamanti provenienti dal conflitto armato in Sierra Leone (Kimberly process).
Un altro modello in fase di assestamento è il processo europeo Forest Law Enforcement, Governance and Trade - FLEGT (applicazione delle normative, la governance e il commercio nel settore forestale) volto a combattere l'illegalità nel commercio internazionale di legname, benché diverse associazioni ambientaliste ritengano tale processo ancora troppo debole e perfino controproducente. Diverso l'approccio individuato negli Stati Uniti con l'adozione del "Lacey Act", riformato nel maggio 2008 allo scopo di vietare l'importazione e il commercio in territorio americano di elementi della flora e della fauna e i loro derivati, provenienti da siti naturali non autorizzati di tutto il mondo (tra cui legname).

## Nel mondo
Cinque Paesi, tra cui l’Italia, acquistano quasi tutti i prodotti provenienti dalla deforestazione illegale causando il cambiamento climatico. Molti Paesi dell’Unione Europea, tra cui l’Italia, foraggiano la deforestazione illegale in Brasile e Indonesia, secondo uno studio della FERN (ONG olandese), “Stolen Goods: the EU’s complicity in illegal tropical deforestation”. Tra il 2000 e il 2012 è stato disboscato illegalmente l’equivalente di un campo da calcio ogni due minuti per fornire all’UE carni bovine, pellame, olio di palma, soia, mangimi, scarpe di pelle e biocombustibili. Nel 2012 il giro d’affari è stato di 6 miliardi di euro.

### Indonesia
Le foreste dell’Indonesia, in particolare quelle del Kalimantan/Borneo dal 1990 al 2015 hanno perso quasi un quarto della sua superficie forestale. La deforestazione in Indonesia è stata causata in gran parte dalla conversione delle foreste in piantagioni industriali di palma per produrre olio di palma e per produrre pasta da carta. Il Borneo sta subendo un’aggressione iniziata nel 1973. La maggior parte dell’inquinamento indonesiano non proviene dalle industrie o dai trasporti, ma dalla deforestazione e dai cambiamenti di utilizzo del suolo. Molte associazioni ambientaliste e Ong indigene e per i diritti umani denunciano il greenwashing da parte delle grandi imprese e la corruzione diffusa nelle amministrazioni locali e statali che lasciano le porte aperte alla deforestazione illegale.

## In Europa

### Bulgaria
In Bulgaria nel 2003 dati statistici ufficiali parlavano di meno dell'1% del legname circolante di origine illegale. La Banca Mondiale calcola nel 5-15% il legname illegale. Il WWF calcola in 3,7 milioni di m3 il legname illegale. Il 73% viene usato come legna da ardere, il resto per l'industria del legno.

### Romania
In Romania la Polizia e la Guardie forestali (Gărzii Forestiere), effettuano controlli sul taglio illegale di alberi. Il legname trovato sprovvisto di documenti dimostranti la provenienza viene sequestrato e i possessori ricevono ammende di migliaia di Lei anche per sequestri di legname del valore di poche centinaia di Lei.
Il fenomeno del diboscamento illegale in lingua romena è delictelor silvice e regolato dalla legge n.171/2010.
Uno studio del WWF del 2005 dice che è difficile calcolare il volume di legname illegale dai dati ufficiali del Governo. Le fonti governative all'epoca parlavano di circa l'1% sul totale tagliato. Il legno è ancora la maggior fonte di energia per uso domestico, legna da ardere per riscaldamento.
Greenpeace segnala un totale di 12.487 casi di disboscamento illegale registrati in Romania nel 2017, +32% rispetto al 2016 ovvero in media 34 casi di disboscamento illecito denunciati ogni giorno. Nel 2017, lo Stato romeno ha perso quasi nove milioni di euro (+5,2% anno su anno) a causa dei danni da diboscamento illegale. In aumento sono anche le denunce penali, 8.461, +62% rispetto al 2016. In crescita pure le confische di veicoli usati per il diboscamento (1.465, +27,8%). Greenpeace denuncia che l'area coperta da foreste in Romania si è ridotta nel XX secolo, scendendo al 28,9%. 
Dal 2000 al 2011 sono ca. 360.000 gli ettari disboscati illegalmente.